# Église Saint-Roman de Bellet
L'église Saint-Roman de Bellet est une église située au cœur du quartier de Saint-Roman de Bellet à Nice. De style néoclassique, elle date du XIXe siècle. Elle fut construite par l'architecte niçois Joseph Vernier (1800-1859) essentiellement connu pour avoir réalisé la place Masséna.